# Efraín Aranda Osorio
Efraín Aranda Osorio (Motozintla de Mendoza, Chiapas, 17 de noviembre de 1905-25 de abril de 1977) fue un político mexicano, miembro del Partido Revolucionario Institucional (PRI). Ocupó los cargos de diputado federal, y de gobernador de Chiapas de 1952 a 1958.

## Biografía
Realizó los estudios de primaria en la escuela «Ilhuicamina» de Motozintla, de 1922 a 1924 cursó la secundaria en la Ciudad de México, y luego de 1924 a 1926 atendió la Escuela Nacional Preparatoria. Fue licenciado en Derecho egresado de la entonces Escuela Nacional de Jurisprudencia de la Universidad Nacional Autónoma de México (UNAM), donde estudió de 1927 a 1932.
Fue secretario particular del gobernador de Chiapas Raymundo E. Enríquez en 1928 y luego nuevamente en 1932. Fue juez en Soconusco, Veracruz, y en 1933 juez de lo civil en Tapachula, Chiapas; de 1935 a 1937 fue juez de lo civil en la Ciudad de México. En 1937 fue postulado por el Partido Nacional Revolucionario (PNR) a diputado federal por el Distrito 4 de Chiapas; siendo elegido, a la XXXVII Legislatura que ejerció de dicho año al de 1940.
En 1940 fue abogado en la Procuraduría General de la República (PGR) y de 1941 a 1943 magistrado del Tribunal Superior de Justicia del Distrito y Territorios Federales. De 1944 a 1946 fue secretario general de Gobierno de Chiapas nombrado por el gobernador Juan M. Esponda, dejó el cargo para encabezar la campaña electoral de Miguel Alemán Valdés en Chiapas y ser candidato a Senador por el estado. Elegido en segunda fórmula para el periodo de 1946 a 1952, que corresponde a las Legislaturas XL y XLI.
Postulado en 1952 candidato del PRI a gobernador de Chiapas resultó elegido en las elecciones de ese año y asumió el cargo para el periodo del 1 de diciembre de 1952 al 30 de noviembre de 1958. Al término de su cargo se retiró a labores agrícolas en el rancho de su propiedad, sin embargo el mismo año es nombrado embajador de México en Guatemala, permaneciendo en el cargo hasta 1961.